# Phrudocentra sordulenta
Phrudocentra sordulenta là một loài bướm đêm trong họ Geometridae.